# Wilhelm Koppe
Wilhelm Koppe (15 juin 1896 - 2 juillet 1975) était un officier supérieur de la SS, responsable de nombreuses atrocités contre des Polonais et de Juifs dans le Warthegau.

## Biographie
Après avoir obtenu son baccalauréat, il se porte volontaire pendant la Première Guerre mondiale en octobre 1914 dans le 9e bataillon du génie. En janvier 1915, il est arrivé sur le front ouest avec la 2e compagnie de campagne du bataillon.